# Докучаєвський сільський округ
Докуча́євський сільський округ (каз. Докучаев ауылдық округі, рос. Докучаевский сельский округ) — адміністративна одиниця у складі Тимірязєвського району Північноказахстанської області Казахстану. Адміністративний центр — село Докучаєво.
Населення — 623 особи (2021; 811 у 2009, 1039 у 1999, 1210 у 1989).
Станом на 1989 рік існувала Докучаєвська сільська рада (села Докучаєво, Сєверне). Село Сєверне було ліквідовано 2024 року.

## Склад
До складу округу входять такі населені пункти:
| Населений пункт | Старі назви | Населення, осіб (1989) | Населення, осіб (1999) | Населення, осіб (2009) | Населення, осіб (2021) |
| --------------- | ----------- | ---------------------- | ---------------------- | ---------------------- | ---------------------- |
| Докучаєво, село | -           | 1029                   | 928                    | 769                    | 613                    |
| Сєверне, село   | -           | 181                    | 111                    | 42                     | 10                     |